# Yacht Klub Rzeczypospolitej Polskiej
Yacht Klub Rzeczypospolitej Polskiej – klub żeglarski, jednostka organizacyjna Polskiej Fundacji Morskiej.
YKRP jest wydzieloną jednostką organizacyjną Polskiej Fundacji Morskiej (PFM), której celem jest propagowanie żeglarstwa w formie czynnej realizując tym samym założenia statutowe PFM. Aktywnie uczestniczy w działalności sportowej, turystycznej i propagandowej – jego członkowie są m.in. inicjatorami reaktywacji Regat Samotnych Żeglarzy o Puchar Poloneza (Radosław Kowalczyk i Krzysztof Krygier).

## Działalność
Członkowie Yacht Klubu Rzeczypospolitej Polskiej biorą udział w światowej klasy regatach żeglarskich (w tym m.in. regaty samotnych żeglarzy: 2012 – Radosław Kowalczyk → Regaty Mini-Transat 6.50 z Wielkiej Brytanii do Brazylii, 2013 – Krystian Szypka → Regaty OSTAR z Wielkiej Brytanii do USA).
Od 2010 roku członek klubu, Krzysztof Krygier, jest współorganizatorem Regat Samotnych Żeglarzy o Puchar Poloneza
Członkowie YKRP organizują również (Maciej Krzeptowski i Kazimierz Sawczuk) wyprawy żeglarskie w niedostępne rejony Ziemi (np. Islandia czy Patagonia).

## Znani[przez kogo?]członkowie (w kolejności alfabetycznej)
- Jarosław Kaczorowski – uczestnik transatlantyckich, jednoosobowych regat klasy Mini-Transat 6.50
- Radosław Kowalczyk – dwukrotny uczestnik transatlantyckich, jednoosobowych regat klasy Mini-Transat 6.50
- Krzysztof Krygier – zwycięzca jednoosobowych Morskich Mistrzostw Polski
- Maciej Krzeptowski
- Joanna Pajkowska
- Krystian Szypka – uczestnik transatlantyckich, jednoosobowych regat OSTAR